# Giverny
Giverny is een dorp en gemeente in het Franse departement Eure, regio Normandië. Het dorp ligt ca. 5 km ten zuidoosten van Vernon aan de samenvloeiing van de Seine en de Epte.

## Geografie
Het oppervlak van de gemeente is 6,46 km² en het aantal inwoners bedraagt 524 (1999).

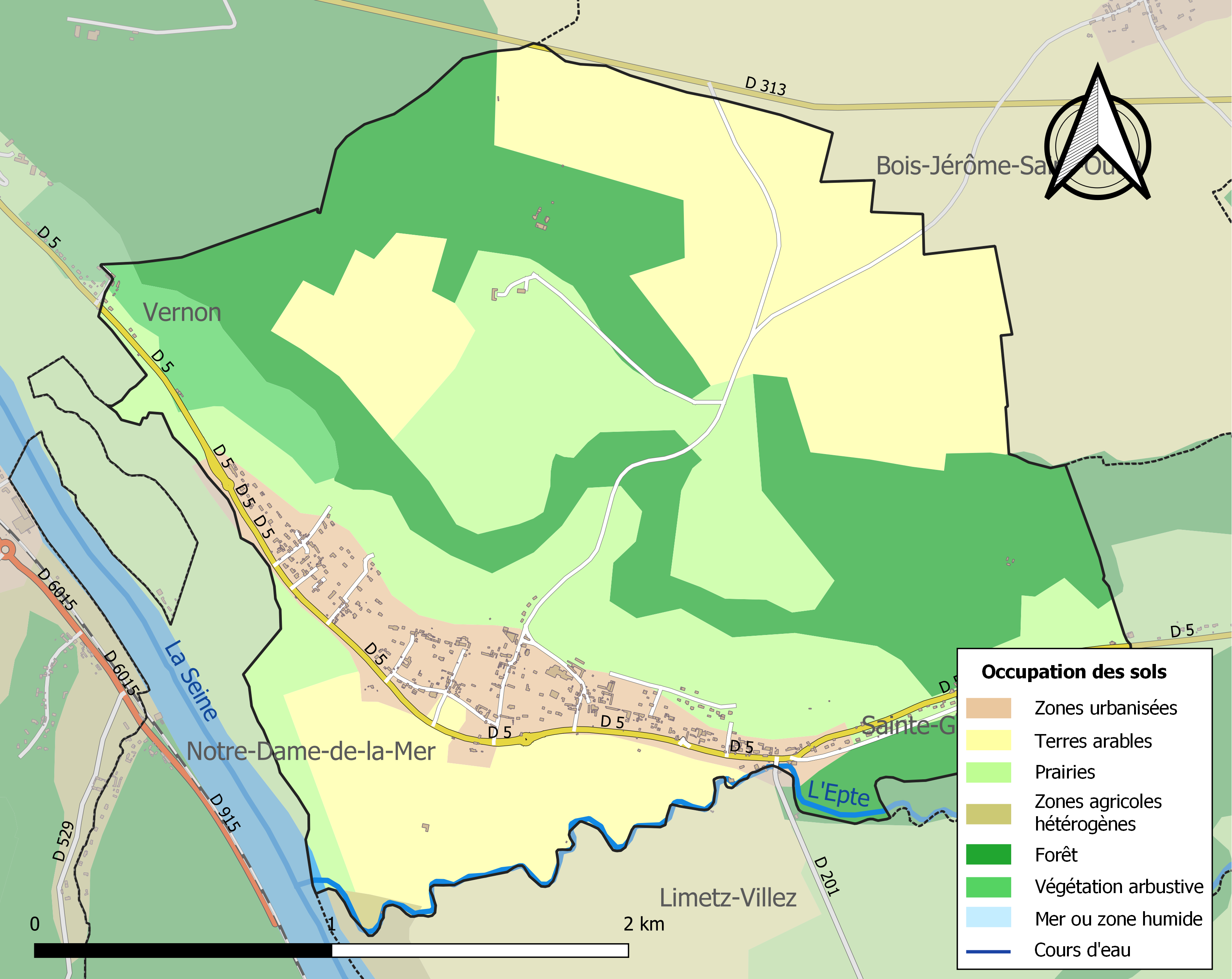
Kaart van de gemeente met de belangrijkste infrastructuur, bodemgebruik en omliggende gemeenten

Giverny maakt deel uit van het arrondissement Les Andelys en sinds 22 maart 2015 van het kanton Vernon toen het kanton Écos, waar de gemeente toe behoorde, werd opgeheven.

## Claude Monet
Giverny is vooral bekend geworden als woonplaats van de impressionistische schilder Claude Monet. Monet woonde in Giverny van 1883 tot zijn dood in 1926. Hij schilderde er vooral zijn tuin; zijn schilderijen van de vijver met waterlelies en de Japanse brug behoren tot zijn bekendste werken. Het huis en de tuinen van Monet zijn gerestaureerd door de Fondation Claude Monet en zijn tegenwoordig een toeristische trekpleister. Dicht bij het huis van Monet ligt het Musée d'Art Américain, met daarbij een moderne tuin, die bestaat uit perken met op kleur gesorteerde bloemen, met daaromheen hoge heggen.

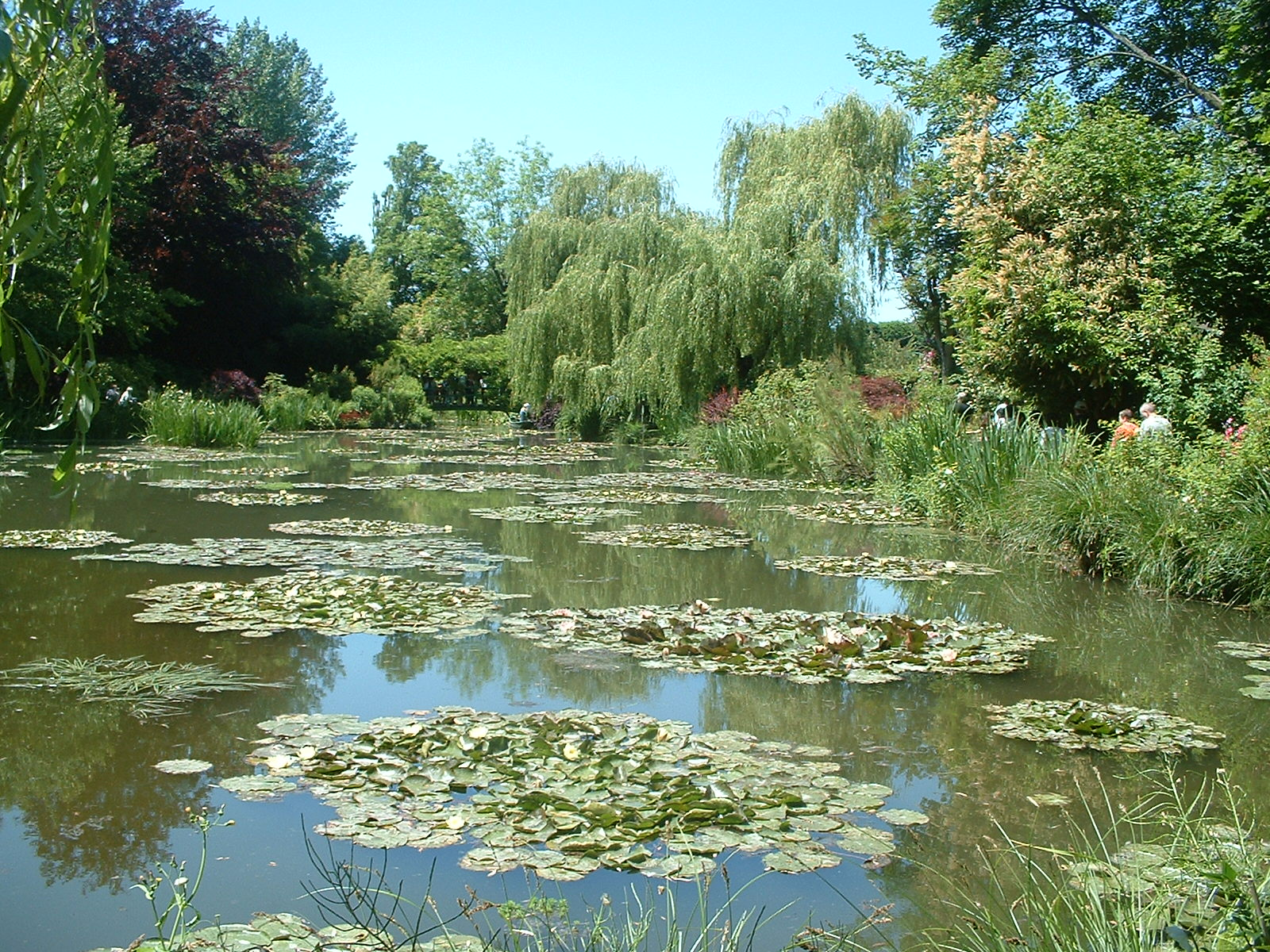
Vijver met waterlelies in Monets tuin

De kerk van Giverny is gewijd aan de heilige Radegundis en heeft een koor uit de 11e eeuw. Op het bijbehorende kerkhof zijn enkele leden van de familie Monet begraven, onder wie de schilder zelf.

## Demografie
Onderstaande figuur toont het verloop van het inwonertal (bron: INSEE-tellingen).

## Overleden
- Claude Monet (1840-1926), Frans impressionistisch kunstschilder
- Theodore Earl Butler (1861-1936), Amerikaans impressionistisch kunstschilder